# قائمة العميد
قائمة العميد هي جائزة أكاديمية، أو امتياز، تعرف بها أعلى مستوى لمنحة دراسية يتقدم لها الطلاب في كلية أو جامعة. يستخدم هذا النظام غالباً في أمريكا الشمالية،   الرغم من أن المؤسسات في أوروبا،  وآسيا،  وأستراليا  قد تستخدم أيضًا أنظمة مماثلة. غالبا ما يكون مرادفا قائمة التكريم وقائمة الشرف، ولكن لا ينبغي الخلط بينها وبين درجة الشرف.
بشكل عام، سيحتاج الطلاب المسجلين في الكلية أو الجامعة إلى الامتثال لسلسلة من المتطلبات المحددة قبل استلام قائمة العميد. قد تختلف هذه المتطلبات عبر المؤسسات، ولكن في معظم الحالات سوف يطلب من الطلاب التسجيل في وظيفة بدوام كامل، لتحقيق متوسط درجة محددة خلال الفصل الدراسي، وللحفاظ على متوسط درجة تراكمية محددة طوال فترة التسجيل. قد تنشئ الجامعات غالبًا مكافآت إضافية، مثل قوائم العميد السنوية، للطلاب الذين يظهرون تميزًا أكاديميًا أكبر. على هذا النحو، عادة ما تكون قائمة العميد ومشتقاتها المباشرة مخصصة للطلاب الذين يظهرون أعلى منحة دراسية عبر تخصصات متعددة، وليست بالضرورة مرتبطة بمجال دراسي معين.
أدت قائمة العميد بمرور الوقت إلى إنشاء مكافآت إضافية مع تسميات مماثلة ايضاً، بما في ذلك قائمة رئيس الجامعة،  قائمة المستشار،  قائمة رئيس الجامعة (تقتصر في الغالب داخل أوروبا)،  وقائمة المدير. قد تشمل المتطلبات الإضافية التي يجب القيام بها لمثل هذه الشرف للتميز الأكاديمي في مجال الدراسي، أو الإنجازات اللامنهجية، أو استمرار المنح الدراسية أثناء التسجيل أو الإنجازات الأخرى الجديرة بالملاحظة.

## التميز

### مقارنة مع مرتبة الشرف اللاتينية في أمريكا الشمالية
على الرغم من أنه قد يتم إصدار كل من قائمة العميد والأوسمة اللاتينية تقديراً للمنحة الدراسية العالية، إلا أنهما في الغالب جائزتان منفصلتان غير قابلتين للمقارنة المباشرة. تمنح العديد من المؤسسات ثلاثة مستويات من مرتبة الشرف اللاتينية، على النحو التالي:
- بامتياز ، يعني «مع الثناء» (أو «بشرف») [10]
  - في أمريكا الشمالية، يُمنح هذا الشرف عادةً للخريجين في أعلى 25٪ (أو 30٪) من فئتهم.[11] [12]
- ماجنا بامتياز ، وتعني «بشرف عظيم»
  - في أمريكا الشمالية، يُمنح هذا الشرف عادةً للخريجين في أعلى 10٪ (أو 15٪) من فئتهم؛ هذا هو أعلى وسام يتم منحه في بعض المؤسسات.
- بامتياز مع مرتبة الشرف ، وهذا يعني «بأعلى مرتبة شرف»
  - في أمريكا الشمالية، يُمنح هذا الشرف عادةً للخريجين في أعلى 1-5٪ من فئتهم.

لأن غالبا ما تمنح مرتبة الشرف اللاتينية إلى رتبة الطبقة التقريبية حيث يتلقى الطلاب أيضا قائمة العميد (وأعلى 10-15٪)، ماجنا وبامتياز مع مرتبة الشرف تقام عادة في أعلى الصدد. لذلك يمكن اعتبار قائمة العميد على أنها مساوية (أو أكثر شهرة من) بامتياز ، اعتمادًا على المتطلبات المحددة المعنية.

### مقارنة مع المعدل التراكمي
تختلف متطلبات المعدل التراكمي لقائمة العميد من مدرسة إلى أخرى، على الرغم من وجود معايير عامة:
- المعدل التراكمي على مقياس من 0 إلى 4، 4 كونه A ، يكون نطاق قائمة العميد عادة حوالي 3.5-3.7. [6] [13] [14] [15] [16]
- أعلى 10٪ من الفصل في المعدل التراكمي [9]

تحتفظ بعض المدارس بقائمتين لمستويين مختلفين من المعدل التراكمي. على سبيل المثال، تسجل قائمة العميد الطلاب الحاصلين على معدل تراكمي 3.5 على الأقل بينما تسجل قائمة المستشار الطلاب الحاصلين على معدل تراكمي 4.0 أعلى.  
تختلف عن المنحة الأكاديمية، فإن جائزة قائمة العميد لا تأتي مع أي مساعدة مالية. ومع ذلك، غالبًا ما يتم تقديم مساعدة مالية إضافية للطلاب على رأس قائمة العميد، خاصةً إذا أعربوا عن رغبتهم في النقل أو إظهار المزيد من الحاجة المالية.

### مقارنة بالتصنيفات البريطانية
في المملكة المتحدة، قد تستخدم الكليات والجامعات اختلافات في تصنيفات الدرجات البريطانية للتمييز بين الطلاب الحاصلين على منحة دراسية عالية. نظام التصنيف المستخدم حاليًا في المملكة المتحدة، على سبيل المثال، تم تطويره في عام 1918. تم تنفيذ النظام على أساس واحد من القرن السادس عشر، عندما طبق مونتريال أستاذ اللاهوت في جامعة كامبريدج المرجعية المعيارية لتمييز أفضل 25٪ من المرشحين، و 50٪ التالية، و 25٪ الأدنى. 
اليوم، تُمنح مرتبة الشرف من الدرجة الأولى ، من قبل معظم المؤسسات، لأي طالب يحصل على درجة 70٪ أو أعلى (على عكس التصنيف حسب رتبة الفصل). وبحسب ما ورد تضاعف عدد درجات الشرف من الدرجة الأولى ثلاث مرات منذ التسعينيات،  وكان هناك قلق بشأن تضخم الدرجة المحتمل بسبب زيادة أعداد درجات الشرف من الدرجة الأولى الممنوحة سنويًا. 